# Kloster Marienthal (Netze)
Das Kloster Marienthal ist ein ehemaliges Zisterzienserinnenkloster, das 1228 in Netze, einem heutigen Ortsteil der Stadt Waldeck gegründet wurde, im Grenzbereich zwischen dem ehemaligen fränkischen und sächsischen Hessengau. Heute ist im Wesentlichen nur noch die sehenswerte Kirche mit einem Flügelaltar von etwa 1370 und einer der ältesten Glocken Deutschlands erhalten. Marienthal war das einzige Kloster im Bereich der Grafschaft Waldeck, das von den Grafen von Waldeck selbst gegründet wurde. Als ihr Hauskloster beherbergt es die Grablege der Familie in der später an die Klosterkirche angebauten St. Nikolauskapelle.

## Die Anlage
Nördlich des Dorfes Netze, auf dem Gut im „Thal der heiligen Maria“, erbauten die Schwalenberger Grafen, vermutlich Widekind I., zu Anfang des 12. Jahrhunderts eine dreischiffige romanische Kirche. Widekinds Söhne und Nachfolger auf der Burg Waldeck, die Brüder Volkwin und Adolf von Schwalenberg und Waldeck, stifteten 1228 am gleichen Ort das Kloster, welches zunächst unter dem Namen „Im Thal der heiligen Maria“ und dann als „Marienthal“ bekannt war, und gaben ihm die Kirche und das gesamte Gut als Dotierung. Zur Besiedlung beriefen sie Nonnen aus dem ältesten deutschen Zisterzienserinnenkloster in Kamp (Kamp-Lintfort) am Niederrhein.
Da die alte Kirche für den Klosterbetrieb zu klein war, wurde sie schon bald nach 1228 zum Teil abgebrochen. Der stattliche Turm blieb jedoch erhalten und steht noch heute. An ihrer Stelle wurde eine zweischiffige chorlose Hallenkirche errichtet, eine in Hessen eher seltene Bauform. Die beiden westlichen Joche waren durch die Nonnenempore in zwei Stockwerke geteilt. Die Kirche wurde um 1280 der Mutter Gottes geweiht. Den ursprünglich drei Jochen wurden um 1330 zwei weitere im Osten vorgesetzt. Nachdem ein Brand 1419 den hölzernen Kreuzgang zerstört hatte, wurde 1429 auf der Nordseite der Kirche ein heute nicht mehr erhaltener Kreuzgang aus Stein gebaut.
Der romanische Westturm war bereits Teil der ersten Kirche und wurde in der ersten Hälfte des 12. Jahrhunderts erbaut. Zwei der drei Bronzeglocken wurden 1971 in Gescher/Westfalen gegossen. Die dritte zählt zu den ältesten Bronzeglocken Deutschlands und ist eine der ältesten Kirchenglocken, die noch regelmäßig geläutet werden. Sie wurde im 12. Jahrhundert am Ort von durchziehenden Mönchen gegossen. Sie ist ohne Inschrift und Verzierung. Mit einer Höhe von 80 cm (ohne Krone) und einem Durchmesser von 83 cm hat sie ein Gewicht von 300 kg.

## Gotischer Flügelaltar

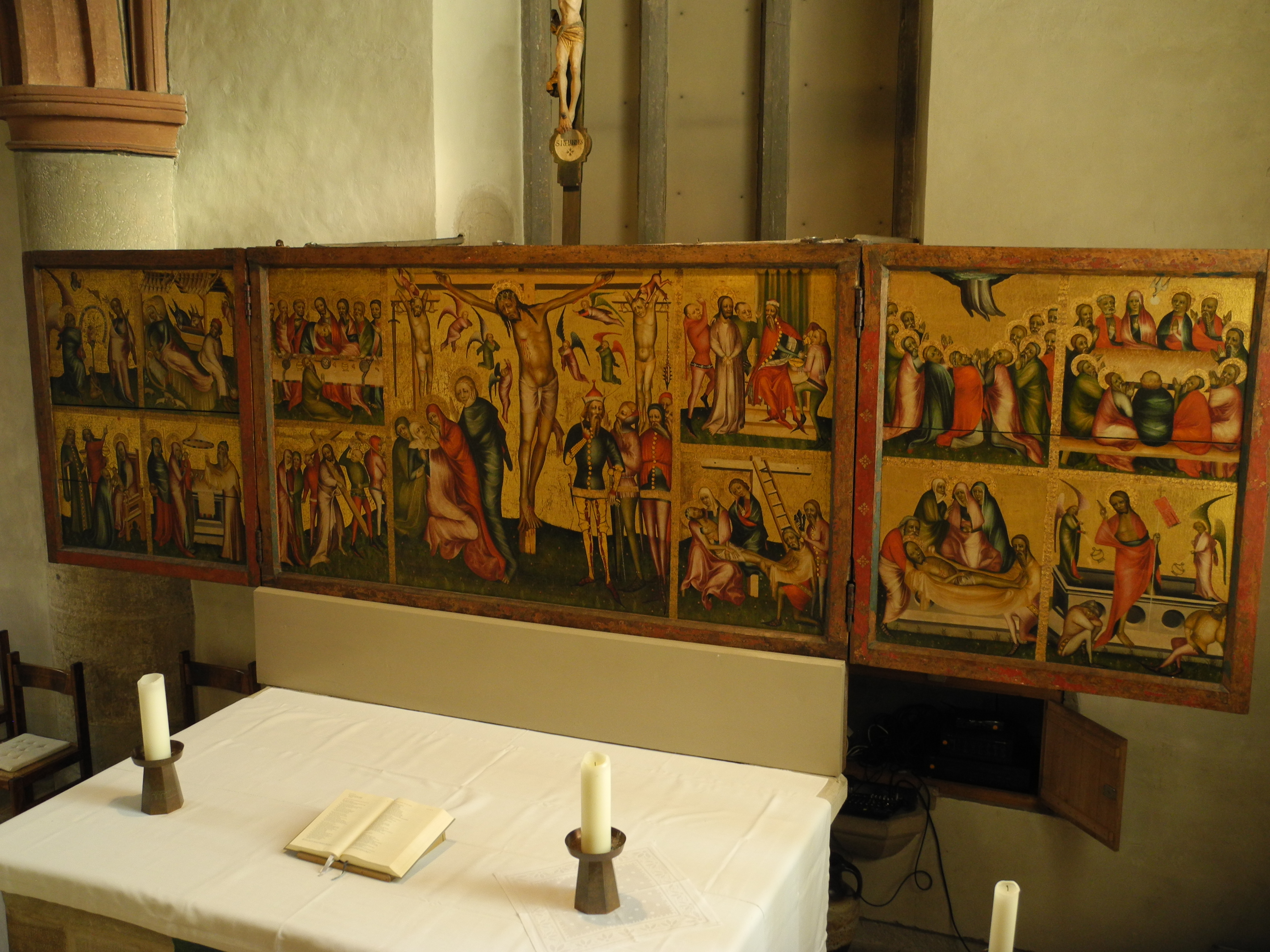
Gotischer Flügelaltar

Das bedeutendste Kunstwerk der Kirche ist der dreiteilige gotische Flügelaltar des Meisters des Netzer Altartriptychons, geschaffen um 1370. Auf 475 cm Breite und 134 cm Höhe (geöffnet) stellt er in 13 Bildern das Leben Christi dar. Der Altar entstand offensichtlich unter westfälischem Einfluss und ist charakteristisch für den Stil der Künstler vor Konrad von Soest, von dem im nahen Bad Wildungen ein Altar von 1404 steht. Er soll von Graf Heinrich VI. nach seiner Rückkehr aus Palästina 1357 von ihm und seiner Familie aus Dankbarkeit für seine Heimkehr und zum Seelenheil seiner verstorbenen Mutter Mechthild von Braunschweig-Lüneburg (1307–1357) gestiftet worden sein. Er stand ursprünglich bis 1604 auf der großen Nonnenempore, im Gewölbe vor der jetzigen Orgel.

## Grabkapelle St. Nikolaus
Das Kloster Marienthal war das Hauskloster der Waldecker Grafen. Viele der Waldecker Grafen sind hier bestattet. Die gräfliche Grabkapelle St. Nikolaus wurde an die Südwand der Klosterkirche gebaut und in der zweiten Hälfte des 14. Jahrhunderts um ein weiteres Joch nach Westen erweitert.

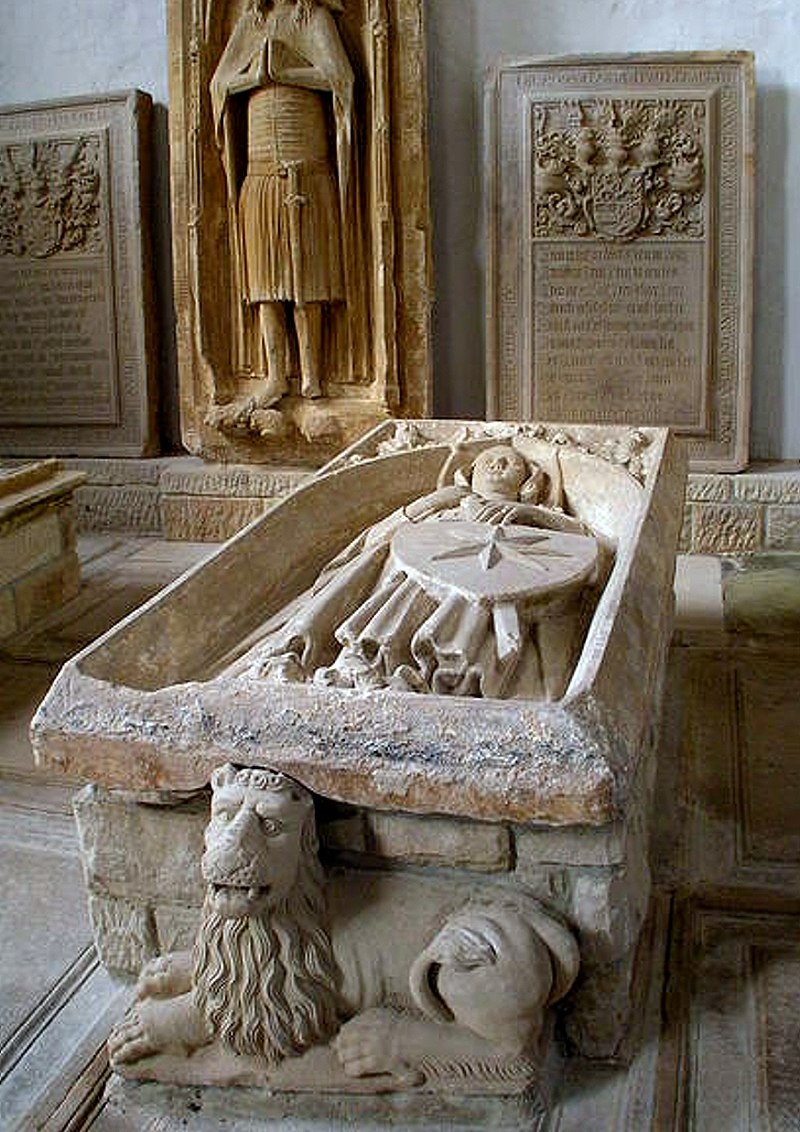
Grabmal Graf Otto I.

Heinrich II. (1305–1344) ist der erste urkundlich erwähnte Graf, der in der Kapelle bestattet wurde. Es ist jedoch anzunehmen, dass auch bereits der Stifter des Klosters, Adolf I. (1218–1270), in dieser Gruft beigesetzt wurde. Von seinem Nachfolger Otto I. († 1305) ist dessen Grabplatte erhalten. Bis 1690 (danach in Arolsen) wurden die meisten der Angehörigen der Grafenfamilie hier bestattet.
1638, als die Grabkapelle vollständig ausgenutzt war, ließ Gräfin Elisabeth das gesamte westliche Gewölbe der Kapelle zu einer tieferliegenden Gruft ausbauen, in der weitere Angehörige der Familie beigesetzt wurden. Das Renaissanceportal in der Kapelle stammt von Andreas Herber.
Die Kapelle selbst ist nur durch Grabdenkmäler und Sarkophage (Tumbengräber) ernst geschmückt. Das Gruftgewölbe unter diesen Tumbengräbern im westlichen Gewölbe beherbergt noch 21 weitere, zum Teil doppelte, samtumzogene Holzsärge von Grafen und Fürsten von Waldeck, die im 17. und 18. Jahrhundert in dieser Gruft bestattet wurden. Unter ihnen befindet sich auch der Sarg des Fürsten Anton Ulrich, Erbauer und Gründer von Schloss und Stadt Arolsen.
St. Nikolaus war eine selbständige Kapelle mit eigenem Priester und Kaplan und wurde vom Grafenhaus großzügig mit Besitzungen in Netze und den umliegenden Dörfern ausgestattet.
Von Schloss Waldeck führte der sogenannte Totenweg zur Netzer Kirche. Auf ihm wurden die verstorbenen Mitglieder der Waldeckschen Familie zum Begräbnis gefahren.

## Klostergeschichte
Nachdem, wie im Leben so vieler Klöster der Zeit, ein gewisser Schlendrian eingezogen war, wurde das Kloster im Auftrag des Erzbischofs Adolf II. von Mainz 1468 durch Abt Hermann Frowein (Frowyn) aus dem Kloster Flechtdorf (in der heutigen Gemeinde Diemelsee) und 1487 durch Abt Heinrich von Kalkar aus dem Mutterkloster Kamp reformiert und erneut auf die strengen Ordensregeln von Benedikt von Nursia und Bernhard von Clairvaux verpflichtet. Erst zu diesem Zeitpunkt wurde es auch formell durch das Generalkapitel in den Orden inkorporiert.
Graf Philipp IV. von Waldeck-Wildungen (1493–1574) hatte 1521 auf dem Reichstag zu Worms Martin Luther kennengelernt und wurde im Laufe der folgenden Jahre ein Anhänger der neuen Lehre. Er führte die Reformation in der Grafschaft Waldeck ein und ließ am 26. Juni 1526 in der Kirche der Stadt Waldeck von dem Reformator Johann Hefentreger die erste lutherische Predigt halten – vier Monate bevor Landgraf Philipp I. mit der Homberger Synode die Reformation in der Landgrafschaft Hessen einführte.
1527, nach Einführung der Reformation in der Grafschaft am 17. Juni 1526, wurde das Kloster aufgelöst. Die letzte Äbtissin, Katharina von Rhene (Rhena), und die verbliebenen Nonnen durften bis an ihr Lebensende im Kloster bleiben und hatten, laut Vertrag mit Graf Philipp, „freien Tisch nach des Hauses Vermögen“ auf ihrem Klosterhof. Auf Bitten der Dorfbewohner brachte Philipp die Äbtissin 1540 dazu, aus dem Klostervermögen die evangelische Pfarrei in Netze zu stiften. 1540 lebten noch 36 Nonnen, 4 Novizinnen und die Äbtissin im Kloster. 1553 schloss Philipp mit Äbtissin und Konvent einen Vergleich (Rezess), nach dem das Klostergut in eine gräfliche Meierei umgewandelt wurde. Als die letzte Äbtissin 1565 und dann der letzte Kaplan 1568 starb, lebten noch zwei Nonnen im Kloster; die letzte starb 1577. Aus der Meierei wurde 1929 die heutige Staatsdomäne Netze.

## Biblia Latina – Netzer Bibel
Als 1630 das Kloster durch kaiserliches Resolutionsurteil wieder besetzt werden sollte, kam diese wertvolle Bibel (Biblia Latina – Sogenannte „Netzer Bibel“) auf die Burg Waldeck. Heute befindet sie sich im Staatsarchiv Marburg.
Bei der Bibel handelt es sich um einen Ganzlederband mit Blindprägung und Metallbeschlägen sowie zwei beschädigten Schließen (Verschlüssen). Die Anfangs- und Endblätter sowie auch einige Seiten des laufenden Textes wurden herausgerissen. Dadurch wird eine genauere Druckerzuweisung schwierig.
Der zweispaltige 45-Zeilendruck verweist jedoch vermutlich auf Heinrich Eggestein aus Straßburg. Eggestein war Kleriker und bischöflicher Siegelbewahrer bis 1455. Er erwarb die notwendigen Kenntnisse des Buchdrucks bei Gutenberg in Mainz. Die von ihm verwendete Drucktype (gedruckt mit der lateinischen Type Peter Schöffers) bestätigt die Zuschreibung auf Eggestein. Der Druck der Bibel dürfte zwischen 1466 und 1468 erfolgt sein. Die Seiten sind reich verziert und enthalten mehrfarbig ausgemalte Initialen. Einzelne Großbuchstaben am Zeilenanfang sind rot oder blau bemalt. Die übrigen Großbuchstaben im Text sind mit einem verblassten Gelb ausgefüllt die Publizierung ist rot.
Darüber hinaus enthält sie zahlreiche handschriftliche Eintragungen zur Chronik von Kloster und Dorf sowie ein Äbtissinnenregister von 1380–1565 des Netzer Pfarrer Otto Kurtzledder (1540–1567).

## Neuzeit

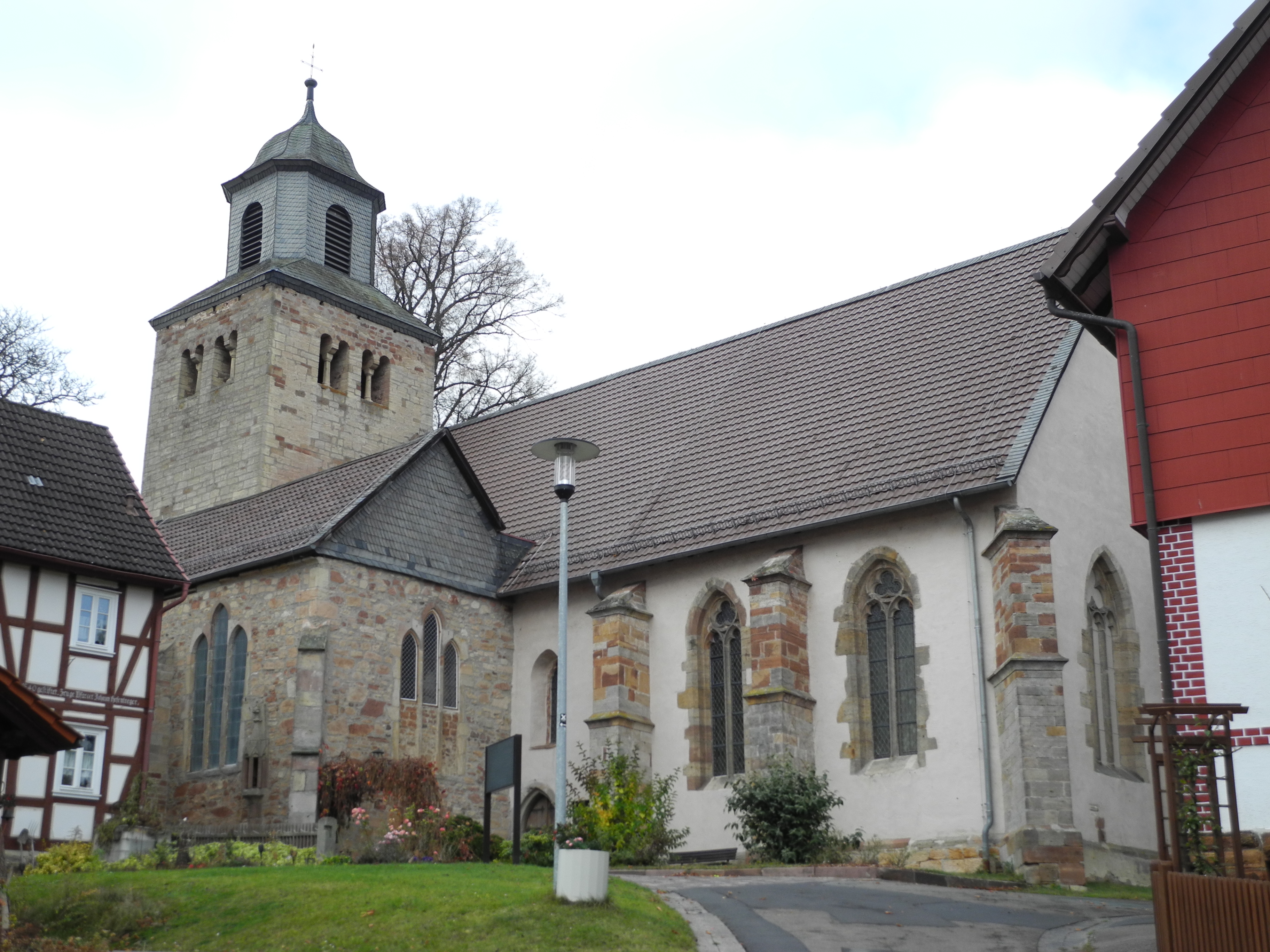
St. Maria von Südosten (2021)

Die Kirche wurde in der zweiten Hälfte des 17. Jahrhunderts renoviert. Bei Dacharbeiten 1845 stürzte das 5. Joch des Seitenschiffes mit einem Teil der Nonnenempore ein, und nachdem 1846 ein weiterer Teil der Empore abgebrochen wurde, blieb nur noch ein Viertel der Nonnenempore bestehen, im 5. Joch des Mittelschiffes, wo seitdem die Orgel steht. Durch Einziehen einer Wand zwischen 4. und 5. Joch wurde die Nonnenkrypta von der Kirche getrennt und danach als Rübenkeller der Meierei benutzt. Erst 1950 wurde sie wieder hergerichtet und als Friedhofskapelle in Gebrauch genommen. 1971 wurde der Turm renoviert, 1975 wurde der Dachstuhl des Langhauses wieder auf die alte Höhe gebracht. 1990 wurde das eingestürzte Gewölbe in seiner ursprünglichen Form wieder aufgebaut.